# Frank Jacobs
Pour les articles homonymes, voir Jacobs.
Frank Jacobs (né le 30 mai 1929 et mort le 5 avril 2021) est un scénariste de bande dessinée et écrivain humoristique américain, collaborateur de Mad depuis 1957.

## Prix et récompenses
- 2002 : Prix Inkpot
- 2009 : Prix Bill Finger